# Provincia Occidental (Sri Lanka)
La Provincia Occidental (Cingalés: බස්නාහිර පළාත; Tamil: மேல் மாகாணம்) es la provincia más densamente poblada de Sri Lanka. La capital de Sri Lanka, Sri Jayawardenapura Kotte, se encuentra aquí, se encuentra el poder administrativo de la nación y es el centro de negocio del país. La superficie total de la Provincia Occidental es de 3634,6 km² aproximadamente.

## Distritos
- Distrito de Colombo (642 kilómetros cuadrados)
- Distrito de Galampha (1386,6 kilómetros cuadrados)
- Distrito de Kalutara (1606 kilómetros cuadrados)

## Ciudades y pueblos más importantes
- Colombo
- Sri Jayawardenapura Kotte
- Kalutara
- Gampaha
- Dehiwala-Mount Lavinia
- Homagama
- Nawala
- Malabe
- Maharagama
- Pelawatte
- Negombo

## Educación
Casi todas las instituciones de educación avanzada en la isla están situadas en esta provincia. Las universidades en la Provincia Occidental incluyen a la Universidad de Colombo, la Universidad de Sri Jayewardenepura, la Universidad de Kelaniya, la Universidad Abierta, la Universidad de Sri Lanka, la Universidad Budista y la Universidad de Pali, también esta la Universidad del General Sir John Kotelawala Defence, a la Universidad de Moratuwa y un instituto de Sri Lanka llamado "Information Technology Institute". Teniendo la mayor cantidad de población que cualquier otra provincia de Sri Lanka, la Provincia Occidental tiene la mayor cantidad de escuelas en el país, que incluyen escuelas nacionales, provinciales, privadas e internacionales.